# Matthew Walls

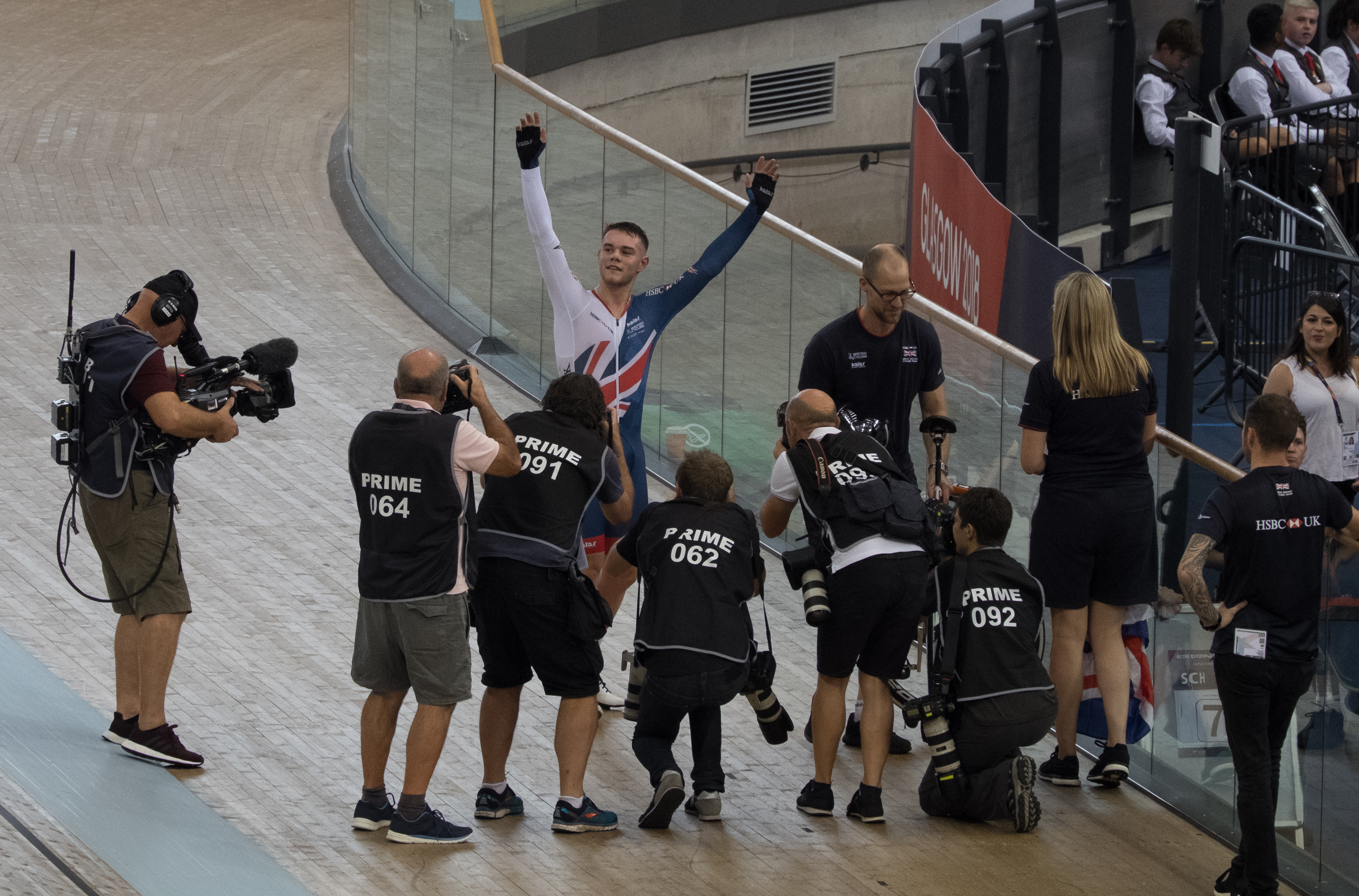
Walls nach seinem EM-Sieg im Ausscheidungsfahren (2018)

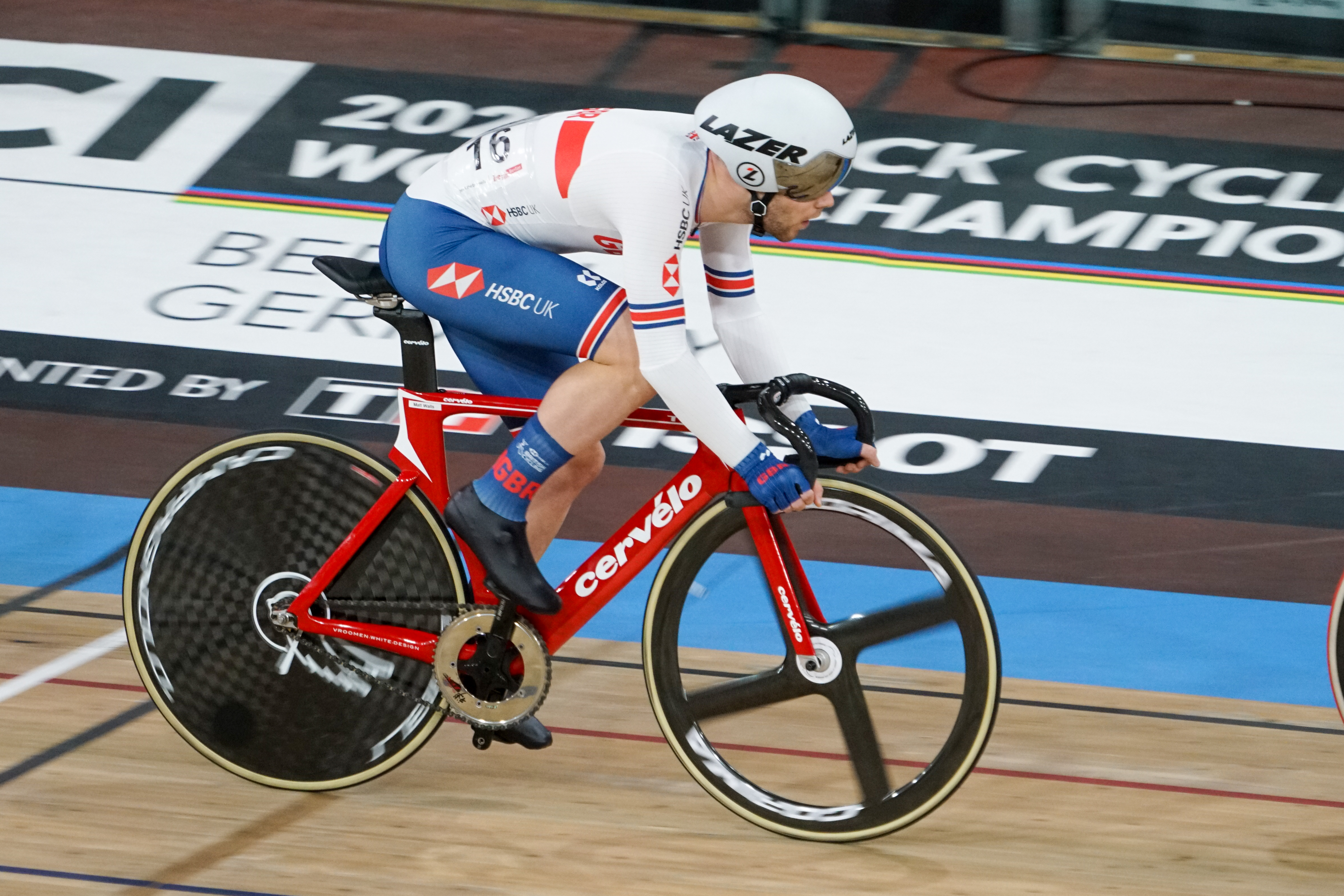
Walls im Scratchrennen der Bahn-WM 2020 in Berlin

Matthew „Matt“ Thomas Walls MBE (* 20. April 1998 in Manchester) ist ein britischer Radsportler, der Rennen auf Bahn und Straße bestreitet. 2021 wurde er in Tokio Olympiasieger im Omnium auf der Bahn.

## Sportliche Laufbahn
Matthew Walls begann im Alter von neun Jahren mit dem Radsport und fuhr zunächst nur aus Spaß auf dem Mountainbike mit seinem Vater in den Pennines. In der Schule versuchte er sich in verschiedenen Sportarten, darunter auch im Triathlon, wobei er am Radfahren den meisten Spaß hatte. Er besuchte ein Testtraining im Manchester Velodrome und wurde daraufhin Mitglied des Clubs Eastland Velo. Mit elf Jahren bestritt er sein erstes Rennen und gewann in der Folge nationale Titel in verschiedenen Altersklassen. Ab dem Alter von 15 Jahren durchlief er alle Talentprogramme von British Cycling. In einem Interview erklärte er im Juni 2018, dass er keine Disziplin – Bahn oder Straße – vorziehe, er aber gerne eines Tages einen belgischen Straßenklassiker oder Paris–Roubaix gewinnen würde.
2016 machte Matthew Walls erstmals international auf sich aufmerksam, als er bei den UCI-Bahn-Weltmeisterschaften der Junioren Silber im Punktefahren sowie mit Ethan Hayter, Reece Wood und Fred Wright Bronze in der Mannschaftsverfolgung gewann. Bei den Junioren-Europameisterschaften errang er zwei Titel: mit Hayter den im Zweier-Mannschaftsfahren und mit Hayter, Wood und Wright ebenfalls in der Mannschaftsverfolgung. 2017 startete er international in der U23-Kategorie und wurde mit Matthew Bostock, Hayter und Joe Holt Europameister. Zudem errang er seine ersten beiden britischen Meistertitel der Elite, in Omnium sowie Mannschaftsverfolgung. Mit Ethan Hayter gewann er den U23-Wettbewerb beim Berliner Sechstagerennen.
Im Frühjahr 2018 reüssierte Walls auf der Straße, indem er zwei Etappen der Flèche du Sud und eine Etappe der Paris-Arras Tour gewann. Im August des Jahres wurde er in Glasgow Europameister im Ausscheidungsfahren.
2019 wurde Walls zweifacher U23-Europameister, im Omnium und mit Fred Wright im Zweier-Mannschaftsfahren. Er erhielt ab August einen Stagiaire-Vertrag beim UCI WorldTeam Education First. Parallel dazu wurde er als Teil der britischen Nationalmannschaft 13. des UCI-WorldTour-Rennens Prudential RideLondon & Surrey Classic. Bei den Bahnradsport-Weltmeisterschaften 2020 in Berlin errang Matthew Walls Bronze im Omnium. Im November wurde er Europameister im Omnium und Ausscheidungsfahren.
Zur Saison 2021 erhielt Walls einen regulären Vertrag beim deutschen Team Bora-hansgrohe. Er fuhr in seinem ersten Vertragsjahr weiterhin Bahnrennen und gewann bei den Olympischen Spielen in Tokio die Goldmedaille im Omnium und die Silbermedaille im Zweier-Mannschaftsfahren. Nach den Spielen gewann er auf der Straße die Abschlussetappe der Tour of Norway und den Halbklassiker Gran Piemonte. Im Juli 2022 war er während eines Vorlaufs zum Scratch-Wettbewerb der Commonwealth Games verwickelt. Dabei wurde er mit seinem Rad in die Zuschauerreihen katapultiert. Mehrere Sportler, darunter Matthew Bostock, und Zuschauer verletzten sich und mussten ins Krankenhaus gebracht werden.

## Erfolge

### Bahn
2016
- Junioren-Weltmeisterschaft – Punktefahren
- Junioren-Weltmeisterschaft – Mannschaftsverfolgung (mit Ethan Hayter, Reece Wood und Fred Wright)
- Junioren-Europameister – Zweier-Mannschaftsfahren (mit Rhys Britton), Mannschaftsverfolgung (mit Ethan Hayter, Reece Wood und Fred Wright)

2017
- U23-Europameister – Mannschaftsverfolgung (mit Matthew Bostock, Ethan Hayter und Joe Holt)
- Britischer Meister – Omnium, Zweier-Mannschaftsfahren (mit Ethan Hayter)
- Berliner Sechstagerennen (U23) (mit Ethan Hayter)

2018
- Europameister – Ausscheidungsfahren
- U23-Europameister – Scratch, Zweier-Mannschaftsfahren (mit Ethan Hayter), Mannschaftsverfolgung (mit Matthew Bostock, Ethan Hayter und Joe Holt)
- Britischer Meister – Omnium, Zweier-Mannschaftsfahren (mit Fred Wright), Mannschaftsverfolgung (mit Rhys Britton, Ethan Hayter, Jake Stewart und Fred Wright)
- Weltcup in London – Omnium

2018/19
- Britischer Meister – Omnium

2019
- U23-Europameister – Omnium, Zweier-Mannschaftsfahren (mit Fred Wright)
- Bahnrad-Weltcup in Minsk – Omnium
- Weltmeisterschaft – Omnium

2020
- Europameister – Omnium, Ausscheidungsfahren

2021
- Olympiasieger – Omnium
- Olympische Spiele – Zweier-Mannschaftsfahren (mit Ethan Hayter)

### Straße
2018
- zwei Etappen Flèche du Sud
- eine Etappe Paris-Arras Tour

2019
- eine Etappe A Travers les Hauts de France
- eine Etappe Giro Ciclistico d’Italia

2021
- eine Etappe Norwegen-Rundfahrt
- Gran Piemonte